# Mesochorus villosus
Mesochorus villosus är en stekelart som beskrevs av Dasch 1974. Mesochorus villosus ingår i släktet Mesochorus och familjen brokparasitsteklar. Inga underarter finns listade i Catalogue of Life.